# 本佐録
『本佐録』（ほんさろく）は、江戸時代に天下国家の統治について記した書。書名は本多佐渡守正信の著作とされることに由来するが、偽書とみられている。『治国大概』『天下国家之要録』などの別名がある。
「天道を知る事」、「身を瑞する（ただする）事」、「諸侍の善悪を知る事」「国持の心を知る事」「家を継べき子をえらび、後見の人、おとなやくの人をえらぶ事」、「百姓仕置の事」、「異国と日本の事」の7か条から成り立っており、天下を持つ人（＝天下人・将軍）が「天道」を重んじながら政治を統治をしていく上で重要なことが説かれている。なお、ここにおける独自の「天道」観はキリスト教の影響を受けているとする説もある。
同書においてしばしば取り上げられる「百姓は財の余らぬように不足になきように治むる事、道なり」という言葉は、本来は社会秩序の安定のための方策として説かれたもので、後世に言われるような農民への重税・圧制を肯定したものではないとされている。

## 成立史
天明7年（1787年）校の刊本には柴野栗山が序をつけており、その中で徳川秀忠のために本多正信自らこれを作ったことや、木下順庵が「王道の最中」と高く評価したことを述べている。続けて書中で「唐人」に教えを受けたとされているもののそれが誰か疑問に思う人が多いとしつつ、栗山は藤原惺窩のほかにないと結論づけている。刊本には享保10年（1725年）とされる室鳩巣の序もついているが、その中で本佐録にも偽書ではないかと疑う言説があるが、木下順庵と新井白石は本多正信の作で間違いないとしたと述べて、鳩巣自身も真作との立場をとっている。同書には林鵞峰の延宝5年（1677年）の跋文があり、それによれば本多正貫の家に伝わった書で、家伝では正貫の伯父の正信が藤原惺窩に作らせて徳川秀忠に献上したものという。鵞峰も惺窩の作であることを肯定し、源尚舎の蔵本「治要七条」を借りてこれを筆写したとしている。鵞峰が書写した松平忠房の蔵本は長崎県島原市立図書館松平文庫に現存し、鵞峰が延宝5年に筆写したことからそれ以前の成立ということになるため、『本佐録』現存最古の写本となる。しかし同本には本多正信の作といった由来の記述はなく、書名も『本聞集』となっている。
慶安2年（1649年）に林羅山が作成した『本多正信碑銘』や、『寛永諸家系図伝』には政信の事蹟として本佐録への言及がない一方、江戸時代後期の『寛政重修諸家譜』では「かつて治国のことを論ぜし書七條をしるしたてまつる〈世にこれを本佐録と称す〉」と記述されている。
谷秦山の子・谷垣守による享保16年（1731年）の写本には「潮案、此書恐本田姓ノ言ニハアラシ」として本多正信に仮託された偽書であるとの説が記されており、「潮」とは垣守の子・真潮である可能性が指摘されている。
『本佐録』の内容は、『心学五倫書』『仮名性理』『千代もと草』と多くの共通点・類似点を有することが指摘されている。『心学五倫書』は慶安3年（1650年）の刊行だがそれ以前の成立の可能性がある。『仮名性理』は元禄4年（1691年）刊行で、寛文9年（1669年）の野間三竹の識語中で藤原惺窩の作とする。『千代もと草』は天明8年（1788年）の刊行。これらの文献が関連を持つことは間違いなく、『心学五倫書』をもとに『本佐録』が成立したというのが主流の説である。若尾政希は1610年代にはすでに存在した『太平記評判秘伝理尽鈔』と『心学五倫書』・『本佐録』に類似部分があることから後者が前者の影響を受けて成立したこと、さらに『心学五倫書』に見えない記述も『太平記評判秘伝理尽鈔』と『本佐録』の間で共通しているため、『太平記評判秘伝理尽鈔』が『本佐録』成立にあたり大きな思想的影響を与えていると説明している。

## 関連文献
- 山本, 眞功『偽書『本佐録』の生成 江戸の政道論書』平凡社〈平凡社選書〉、2015年。ISBN 978-4-582-84233-3。